# Socha Panny Marie Bolestné (Fryštát)
Socha Panny Marie Bolestné stojí v Karviné u kostela Povýšení svatého Kříže v místní části Fryštát a je chráněnou kulturní památkou.

## Historie
Socha Panny Marie Bolestné z první poloviny 18. století původně stála v blízkosti pozdějšího kina Central, později Oko, před domem čp. 1552 (obchod Textil) v Karviné-Doly. Jedná se pravděpodobně pozůstatek sousoší Ukřižování.  V důsledku silného poddolování oblasti byla v roce 1970 přemístěna ke kostelu Povýšení svatého Kříže vedle sochy svatého Jana Nepomuckého, který byl přesunut z náměstí.
Podle ústního podání sochu postavili při ústí bývalé těžní jámy na poděkování za záchranu před výbuchem. Vytěžená jáma byla překryta jen dřevem a unikal z ní metan, který byl zapálen jiskrami od koňských podkov. A protože se příhoda obešla bez následků, byla zde postavena socha Panny Marie Bolestné.

## Popis
Pískovcová polychromovaná socha o velikosti osmdesát centimetrů stojí na nepůvodním zděném podstavci. Spodní část tvoří hranolový sokl, jehož horní část je částečně profilovaná a na něm je umístěn hranolový podstavec. Ten je užší a vyšší než sokl a je na něm profilovaná krycí deska, která se zvedá do nízkého jehlanu. V čelní stěně podstavce je malý výklenek. Vlastní socha Panny Marie Bolestné stojí v kontrapostu levé nohy na malém podstavci. Je esovitě prohnuta se sepjatýma rukama a oděna v barokně řaseném šatu.  Socha byla restaurována v únoru 1973.